# Église Saint-Baudile de Neuilly-sur-Marne
Pour les articles homonymes, voir Église Saint-Baudile.
L'église Saint-Baudile est une église catholique située à Neuilly-sur-Marne, en France. Son style correspond à la première floraison des églises gothiques d'Île-de-France. Elle est dédiée à saint Baudile, martyr du IIIe siècle. Elle fait partie de la paroisse de Neuilly-sur-Marne du diocèse de Saint-Denis.

## Localisation
L'église est située dans le département français de la Seine-Saint-Denis, sur la commune de Neuilly-sur-Marne.

## Historique

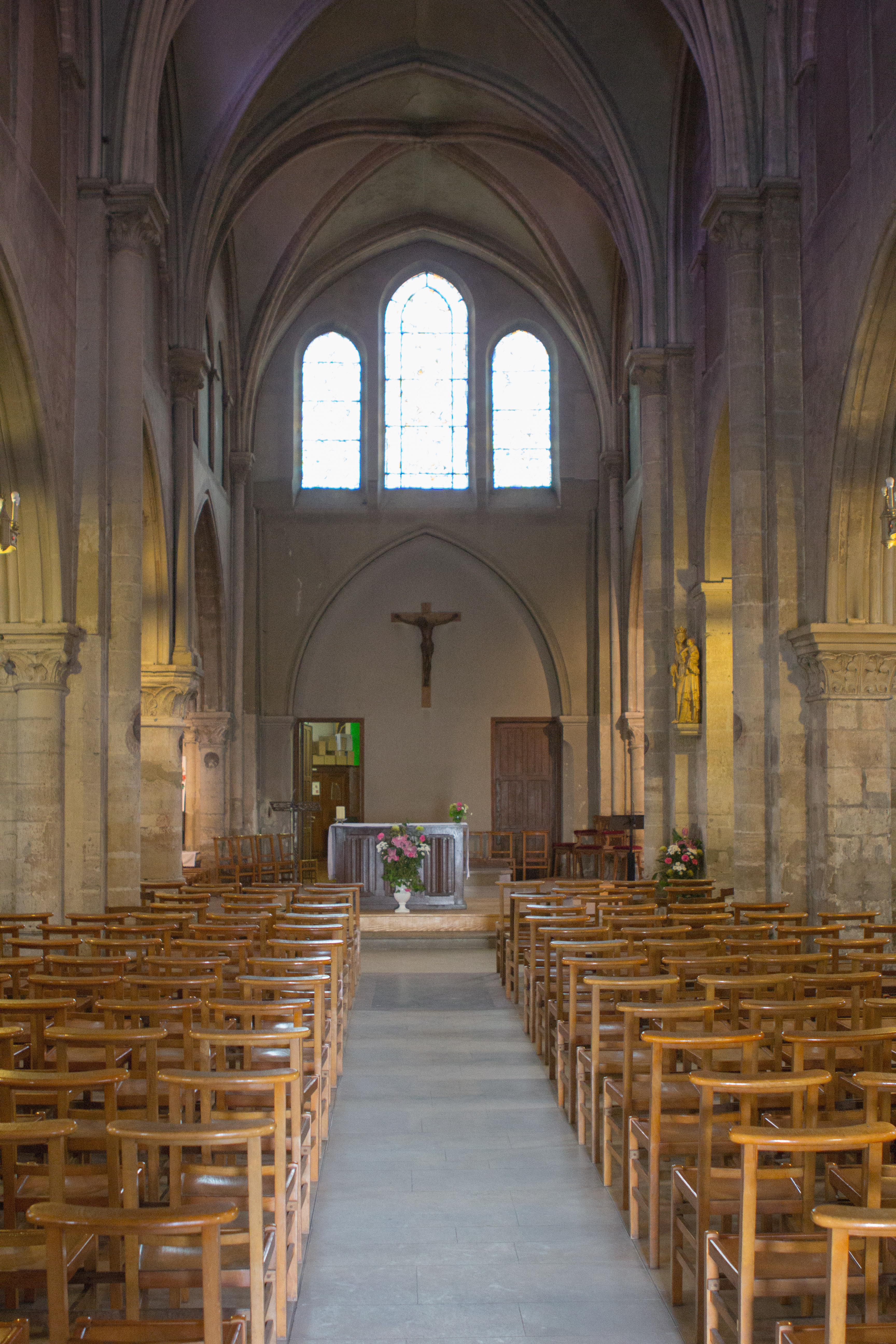
L'intérieur.

Sa construction commence en 1198 à l'initiative du curé Foulques, natif du village.
Il a prêché dans l'église pour entraîner la levée de la quatrième croisade au nom du pape Innocent III.
En 1202, lorsque Foulques meurt, les travaux de l'église ne sont pas terminés : Ainsi, des fenêtres percées au-dessus de l'ancienne sacristie n'ont jamais reçu leurs vitraux et ont été murées.
L'édifice est classé au titre des monuments historiques en 1913. On y remarque des chapiteaux et une statue de la Vierge datant du XIIIe siècle.